# Сьюзен Данклі
Сьюзан Данклі (англ. Susan Dunklee; нар. 13 лютого 1986, Бартон, Вермонт, США) — американська біатлоністка. Член збірної США з біатлону. Учасниця зимових Олімпійських ігор 2014 року в Сочі. Учасниця та призерка етапів кубка світу з біатлону.  

## Спортивна кар'єра

### Статистика кубка світу
У таблиці наведено статистику виступів біатлоніста в Кубку світу.
- Місця 1–3: кількість подіумів
- Чільна 10: кількість фінішів у першій десятці
- В очках: кількість виступів, на яких біатлоніст здобував очки
- Старти: кількість стартів

| Місця                     | Індивід. | Спринт | Персьют | Мас-старт | Естафета | Разом |
| ------------------------- | -------- | ------ | ------- | --------- | -------- | ----- |
| 1                         |          |        |         |           |          |       |
| 2                         |          | 1      |         | 1         |          | 2     |
| 3                         |          | 2      |         |           |          | 2     |
| Чільна 10                 | 3        | 10     | 9       | 3         | 12       | 37    |
| В очках                   | 9        | 36     | 31      | 17        | 33       | 126   |
| Стартів                   | 17       | 53     | 38      | 17        | 33       | 158   |
| Станом на: 19 лютого 2017 |          |        |         |           |          |       |